# Locomotiv GT
Locomotiv GT, skraćeno LGT (nadimkom Loksi), jedan je od najutjecajnijih sastava mađarske rock-glazbe. U imenu grupe, GT je skraćenica za Gran Turismo, koje upućuje na dugo putovanje koje je predstojalo članovima sastava. Porijeklo eponimskog simbola LGT -a nije razjašnjeno: stilizirana parna lokomotiva slijedila je sudbinu sastava kroz čitavu karijeru, pojavljujući se na naslovnicama albuma (jedan od njih i nosi ime 424 – Mozdonyopera, Lokomotivna opera), a na svoj su se oproštajni koncert na budimpeštanskom Zapadnom kolodvoru članovi sastava i dovezli na pravoj parnjači.

## Povijest sastava

### Počeci (1971-1973.)
LGT je službeno utemeljen 6. travnja 1971. u Budimpešti. Utemeljitelji su mu bili već otprije poznati i uspješni glazbenici, na čelu s Gáborom Presserom, skladateljem i klavijaturistom koji je dotada svirao u grupi Omega. Iz Omege je stigao i bubnjar József Laux i njegova žena Anna Adamis, autorica tekstova, „peta članica LGT-a” i stalna Presserova suradnica. Bas gitaru je svirao Károly Frenreisz, koji se već proslavio u grupi Metro, a solo-gitaru bivši član grupe Hungaria Tamás Barta.
Nastupni koncert održali su u srpnju na pozornici u jednom parku u Budimu, a u kolovozu im se pojavio prvi singl, na kojem su bile pjesme Boldog vagyok (Sretan sam) i Ha volna szíved (Da imaš srca). U listopadu su, zajedno s Tolcsvay Triom, otvorili klub na Vrtlarskom sveučilištu. Zahvaljujući popularnosti koju su stekli pjesmom Ezüst nyár (Srebrno ljeto) u studenome 1971. pozvani su kao počasni gosti na World Popular Song Festival pod pokroviteljstvom Yamahe u Tokiju, te su ondje izveli englesku verziju pjesme Érints meg (Dotakni me). Pjesma je postigla golem uspjeh. Ponovno su izdali singl, s dvjema engleskim pjesmama (Silver Summer i Touch Me, Love Me, Rock Me).
U prosincu 1971. pojavio se prvi album LGT-a, pod naslovom Locomotiv GT. Pred domaćom publikom međutim nisu polučili toliki uspjeh kao u inozemstvu, dijelom i zato što je njihova glazba još bila smatrana eksperimentalnom. Na Zapadu im je karijera s druge strane napredovala, naročito nakon što je suradnik New Musical Expressa, čuvši nastup LGT-a napisao kako „bi nova rock-senzacija mogla stići s Istoka!” („The new rock sensation could come from the East!”). U velikoj mjeri zahvaljujući tomu LGT je u svibnju 1972., kao jedini sastav s europskog kontinenta, otputovao na Great Western Express Festival u engleskom Lincolnu, na kojem su - pod velikim pljuskom - nastupali uz bok takvih legendi glazbe kao što su Genesis, The Beach Boys, Joe Cocker i Faces.
U jesen 1972. pojavio se drugi album, odsviran u Mađarskoj, ali snimljen u Londonu, pod nazivom Ringasd el magad (Uljuljaj se), kao i singl s pjesmama Szeress nagyon (Voli me jako) i Csak egy szóra (Samo za jednu riječ). Tada se pojavila ponuda da LGT uglazbi roman Tibora Dérya pod nazivom Képzelt riport egy amerikai popfesztiválról (Izmišljeni izvještaj o američkom pop-festivalu). Grupa je prihvatila ponudu, ali je Frenreisz, koji se protivio kazališnom angažmanu 1973. istupio iz sastava i osnovao vlastitu grupu, Skorpió. Na njegovo mjesto stigao je Tamás Somló iz Omege. Popfesztivál je ostvario velik uspjeh, prikazan je u pet zemalja.

### Doba velikih uspjeha (1973-1980.)
1973. izlazi treći album, sada s već prepoznatljivim Presserovim utjecajem, nazvan Bummm!, koji je konačno donio pravi uspjeh i popularnost LGT-u i u Mađarskoj. Najpoznatije pjesme s tog albuma su: Ringasd el magad (Uljuljaj se), Kék asszony (Plava gospa), Gyere, gyere ki a hegyoldalba (Izađi, izađi na obronak), Ő még csak most tizennégy (Njoj je još samo 14), Vallomás (Priznanje), Miénk itt a tér (Naš je ovo trg). Album je zabranjen. LGT je unatoč tomu zasjenio dotada neprikosnovenu Omegu.
Te godine opet putuju u Veliku Britaniju, gdje nastupaju na televiziji, održavaju koncerte i pripremaju izdavanje ploče. 1974. okrunjuju taj niz tromjesečnom američkom turnejom, koja je najavljivala velik uspjeh: Jimmy Miller, impresario Rolling Stonesa prihvatio je njihove planove za novu ploču na engleskom jeziku. Rad na njoj je međutim naposljetku obustavljen – Narodna Republika Mađarska zabranila je izdavanje ploče – a usto je i Tamás Barta odlučio ne vratiti se kući, nego nastaviti graditi karijeru u inozemstvu. Kao njegova zamjena, iz Generála je stigao János Karácsony, i s njim je već 1975. snimljen četvrti album, Mindig magasabbra (Uvijek naviše). Pored naslovne pjesme, najpoznatije pjesme s tog albuma su sljedeće: Szólj rám, ha hangosan énekelek (Reci mi ako pjevam glasno), Neked írom a dalt (Tebi pišem pjesmu), Álomarcú lány (Djevojka s licem poput sna), Egy elfelejtett szó (Zaboravljena riječ).
Uradak iz 1976. godine bio je, također zabranjeni, dvostruki album pod imenom Locomotiv GT V, na kojem su se našle uspješnice poput A Kicsi, a Nagy, az Arthur és az Indián (Mali, Veliki, Artur i Indijanac), Ha a csend beszélni tudna (Kada bi tišina mogla govoriti), Fiú (Dječače) i Mindenki (Svatko). Ogroman uspjeh bubnjar József Laux mogao je popratiti samo iz inozemstva: otišao je u Sjedinjene Države, gdje je postao ton-majstor. Naslijedio ga je prvo, na turneji po Demokratskoj Republici Njemačkoj Gábor Németh iz Skorpia, zatim, na uspješnoj turneji po Transilvaniji Gábor Szekeres iz grupe Atlasz, te naposljetku mladi János Solti iz grupe Generál, čime je upotpunjena konačna postava.
Album Zene – Mindenki másképp csinálja (Glazba - svatko je radi drugačije) iz 1977. godine ponovno je bio velik uspjeh. Dao je velik broj popularnih pjesama, posebice preko televizijskih nastupa uz pomoć filmskog redatelja Pála Sándora: tada su nastali A Rádió (Radio), Jóbarátok vagyunk (Mi smo dobri prijatelji) u suradnji sa Zoránom Sztevanovityem i Ferencom Demjénom, Mindenki másképp csinálja (Svatko to radi drugačije), Boogie a zongorán (Boogie na klaviru), kao i Egy elkésett dal (Zakašnjela pjesma) u sjećanje na tada preminulog glumca Rudolfa Somogyvárija. Iste godine Gábor Presser, kao prvi predstavnik rock-glazbe, dobiva prestižnu mađarsku glazbenu nagradu Ferenca Erkela, a u pisanju tekstova tada počinje sve veću ulogu igrati Dusán Sztevanovity, brat mađarskog pjevača Zorána. Pored uspjeha, grupa je međutim nailazila i na mnoge neugodnosti: poslije druge turneje po Rumunjskoj zabranjeni su im daljnji nastupi u toj zemlji, a neko vrijeme bilo im je zabranjeno nastupati i u Mađarskoj.
1978. pojavila se dvostruka kompilacija Aranyalbum 1971–76 (Zlatni album 1971-76.), a i album Mindenki (Svatko), na kojem su popularnost zabilježile pjesme Hirdetés (Oglas), Nem adom fel (Ne predajem se), Nézd, az őrült (Gle luđaka) i Mindenféle emberek (Svakovrsni ljudi). 1979. su uspjeli izdati „samo” dvostruki singl, ali su zato sve četiri pjesme s njega postale poznate: Annyi mindent nem szerettem (Toliko toga nisam volio), Pokolba már a szép szavakkal (Kvragu i lijepe riječi), Miénk ez a cirkusz (Ovo je naš cirkus) i Veled, csak veled (S tobom, samo s tobom). 1980. ponovno objavljuju dvostruki album Loksi. To je bio prvi album za koji su članovi sastava dobili tantijeme: iznad 25 000 primjeraka 70 filira po osobi.

### Kraj LGT-a? (1980-1987.)
1980. LGT sudjeluje na uspješnoj zajedničkoj turneji s Omegom i Beatriceom. U nizu nastupa na otvorenom, prema mišljenju mnogih, LGT je ostvario svoje najpamtljivije postignuće. 1981. nastupaju u Sovjetskom Savezu, 1982. pak u Bugarskoj.
1982-1983. u suradnji s EMI-jem LGT radi na albumu na engleskom jeziku u legendarnom Abbey Roadu. Mađarska inačica tog albuma izašla je 1982. – iz nekog čudnog razloga pod nazivom Locomotiv GT X. Gábor Presser o tome u svojim memoarima piše:
1983. 
 Kod kuće je dobro. 
 Ploča izlazi i doma, grupa loše zbraja dotada izdane albume i naziva ga LGT X, iako je tek deveti. Sada je ionako svejedno. Izdan je. U preostalom kratkom vremenu grupa se više neće dovesti u numerološki red.
Album međutim nije više ostvario toliku popularnost poput dotadašnjih, iako je pjesma Zenevonat (Glazbeni vlak) postala velikom uspješnicom. 1984. odlaze na jednoipolmjesečnu turneju po Sovjetskom Savezu, gdje ih sveukupno gleda nekih 350 000 gledatelja na koncertima u Lenjingradu, Rigi, Tallinnu i Moskvi. Presser u svojim memoarima piše ovako:
Ogromna masa ljudi, ogromna počast, ogromna zemlja, ogromni stadioni, ogromna količina šampanjca, ogromna nostalgija. 
 Treba ići kući... 
 Doma je jako, jako dobro. 
 Jako dobro. 
 Dobro. 
 Nije dobro. 
 Nekako glazba izlazi iz mode, nešto drugo dolazi, nešto što LGT ne zna.
1984. pojavljuje se prvi mađarski maksi-singl, koji je nosio ime Első magyar óriás kislemez (Prvi mađarski maksi-singl). Nezadovoljstvo skupine samo je poraslo time što su od četiri pjesme čak dvije skoro zabranjene – Kinn is vagyok, benn is vagyok (Unutra sam, vani sam) nekako se ipak uspjela provući kroz cenzuru unatoč prikrivenoj erotici, ali Dalaktika, koja je dobila epitet „buntovničke” nije nikad izašla.
Grupa se priprema za oproštajnu ploču.
Ona se pojavila 1984. i nosila je ime Ellenfél nélkül (Bez suparnika). I ovdje je trebalo mijenjati tekstove, a ni publika, pod utjecajem banalnih uradaka pop-glazbe, nije u punoj mjeri spoznala vrijednost „posljednjeg” djela. Turneje su se prorijedile, posljednji nastup održan je na „ishodištu”, u budimskom Tabánu 2. svibnja 1987. Nakon toga LGT je praktički prestao djelovati: „odlučio je suspendirati se na neodređeno vrijeme, ali bez raspada”. Presser, Karácsony i Somló započeli su solo karijere, Solti je svirao bubnjeve u drugim sastavima. Povremeno su uzajamno surađivali na svojim samostalnim pločama, ali Loksi više nije izdavao albume.

### Oproštajni koncerti i dvije nove ploče (1992-)
Nakon sedam i pol godina, počev od 14. svibnja 1992. u zgradi budimpeštanskog Zapadnog kolodvora deseci tisuća gledatelja pojavili su se na oproštajnom koncertu LGT-a – odnosno, na koncertima, jer su obje generalne probe privukle ogroman interes, tako da su održana još i dva dodatna koncerta. Nakon toga su svi vjerovali da se nakon pet oproštajnih koncerata LGT konačno povukao s mađarske glazbene scene. Međutim, tomu nije bilo tako.
1997. se neočekivano pojavio novi album, pod nazivom 424 – Mozdonyopera (424- Lokomotivna opera). Nastanak albuma može se zahvaliti slučajnosti. Stari prijatelj grupe, redatelj Pál Sándor pripremao je film o LGT-u, pod nazivom Volt 1x1 zenekar (Bio jednom jedan sastav), i tijekom priprema za snimanje potražio članove koji su ušli u studio i od radosti zajedničke svirke počeli pisati nove skladbe. Njih je međutim bilo previše za program filma, tako da je to omogućilo nastanak nove ploče, koja je u odnosu na dotadašnje bila ponešto melankoličnija, „odraslija”. Pripreme su u najvećoj tajnosti obavljene u Mađarskoj, CD-i su snimani u inozemstvu.
1999. legendarna grupa nastupa pred 200 000 ljudi na koncertu koji je organizirala tvrtka mobilne telefonije Westel Kapcsolat. 2002. na Óbudai-szigetu održan je cjelodnevni LGT-festival, na kojem su izvođeni isječci iz Popfesztivála, kao i jedan balet na glazbu LGT-a. 2002. je grupa obradovala publiku još jednim iznenađenjem, novim studijskim albumom, pod imenom A fiúk a kocsmába mentek (Dečki su otišli u krčmu).
7. kolovoza 2007. LGT su nastupili na nultom danu Sziget Fesztivála, pred otprilike 40 tisuća ljudi, ali prema izjavama članova, nema planova za izdavanje nove ploče.

## LGT u inozemstvu
- 1971.
  - studeni – Japan, Tokijo, Yamaha-festival (World Popular Song Festival). Posebna nagrada za Touch Me, Love Me, Rock Me

- 1972.
  - 26-29. svibnja – Velika Britanija, Lincoln, Great Western Express Festival
  - Grupa putuje na nastup u Švedsku, u Sundsvall, ali su zbog nedostatka radne dozvole deportirani već istog dana.

- 1973.
  - travanj – poljska turneja
  - svibanj – NjDR, Berlin: snimanje singla
  - srpanj-kolovoz – Velika Britanija, London, Ally Pally Festival, pa Svjetski susret mladih u Istočnom Berlinu
  - kolovoz – Poljska, festival u Sopotu
  - rujan – čehoslovačka turneja
  - 22. listopada–30. studenog – Velika Britanija, London, radovi na ploči u suradnji s CBS-om
  - prosinac – nova turneja po Poljskoj

- 1974.
  - svibanj – koncerti u Vojvodini
  - lipanj – televizijsko snimanje u Londonu, u kazalištu Rainbow, za program In Concert Dicka Clarka
  - lipanj-srpanj – SAD: turneja, TV-nastupi, više festivala (npr. Ozark Music Festival), rad u studiju
  - 3. kolovoza – Koncert u finskom Turkuu na Ruisrock Festivalu
  - kolovoz-rujan – produženi boravak u Americi, propalo snimanje ploče
  - listopad – poljska turneja

- 1975.
  - lipanj – Poljska
  - rujan – Poljska
  - 27–30. listopada – snimanje ploče u Čehoslovačkoj, u Dejvicama pored Praga
  - studeni – novi nastup na Yamaha-festivalu u Tokiju

- 1976.
  - ožujak – Poljska, Varšava. Koncertne snimke s nastupa u Sali Kongresowoj
  - 29–30. listopada – dva berlinska koncerta
  - prosinac – rumunjska turneja. Bubnjar Atlasza, Gábor Szekeres svira umjesto Lauxa.

- 1977.
  - ožujak – poljska turneja
  - listopad – jugoslavenska turneja
  - studeni – nastupi u Londonu
  - studeni-prosinac – druga rumunjska turneja. Incident u bukureštanskoj Ceauşescuovoj palači, te fizički sukob s lokalnim pripadnicima tajne službe. Posljedica: razmjena protestnih nota ministarstava vanjskih poslova i zabrana nastupa u Rumunjskoj.

- 1978.
  - studeni – zajednička poljska turneja s V' Moto-Rockom, Zoránom i Saroltom Zalatnay

- 1979.
  - siječanj – mađarska gala-večer na canneskom MIDEM-u, na kojoj se pojavio i Laux
  - svibanj-lipanj – sovjetska turneja, nastupi u Lenjingradu, Vilniusu, Kaunasu, Rigi i Moskvi
  - srpanj – nastupi u Bugarskoj, na gala-večeri festivala Zlatni Orfej i na samostalnim koncertima
  - studeni – kubanska turneja

- 1980.
  - listopad – u Rostocku na televizijskom nastupu susreću Chrisa Johna, EMI-jevog direktora trgovine za istočnu Europu. Pokazuju mu ploču na engleskom jeziku koja je netom izašla u SR Njemačkoj i Skandinaviji – to postaje temelj kasnijeg ugovora s EMI-jem.

- 1981.
  - svibanj-lipanj – šestotjedna turneja po Sovjetskom Savezu. Sviraju u Lenjingradu, Rigi, Tallinnu, Vilniusu, Erevanu, Bakuu i Moskvi.
  - ljeto-jesen – dva tjedna u londonskom Abbey Road Studios, gdje snimaju tri demo-snimke: Prima Donna, Memory, Ready for Love (Primadonna, Titkos szobák szerelme, A dal a miénk).
  - studeni-prosinac – prekinuta poljska turneja. Na jednom koncertu pojavljuju se pripadnici tajne službe i po kratkom postupku zahtijevaju odlazak sastava, tako da sastav među prvima doznaje da je Wojciech Jaruzelski uveo izvanredno stanje.

- 1982.
  - 31. ožujka – mađarska gala-večer u Hamburgu. LGT zatvara program, na kraju koncerta izvodi se Ezüst nyár.

- 1983.
  - veljača-ožujak – ponovno u Londonu: fotografiranja, intervjui, snimanja za televiziju, predgrupa na turneji s grupom 10cc, te naposljetku i samostalni koncert.

- 1984.
  - 10. svibnja–10. lipnja – turneja po Sovjetskom Savezu, sa stanicama u Lenjingradu, Rigi, Tallinnu i Moskvi
  - rujan – dva koncerta u Istanbulu s Klári Katona, u antičkom amfiteatru, usred pješčane oluje

- 1986.
  - lipanj – tri koncerta u Čehoslovačkoj
  - 11. srpnja – LGT nastupa u Danskoj, u Albertslundu pored Kopenhagena, na Freds Festivalu, u društvu Sándora Révésza

- 2007.
  - 29. srpnja - nakon 30 godina, LGT ponovno nastupa u Rumunjskoj, na festivalu Félsziget u Tîrgu Mureşu
  - 8. kolovoza - LGT svojim koncertom otvara 15. Sziget Fesztivál

## Diskografija

### Albumi na mađarskom jeziku
- Locomotiv GT
(1971.)
- Ringasd el magad
(1972.)
- Bummm!
(1973.)
- Mindig magasabbra
(1975.)
- Locomotiv GT V
(1976.)
- Zene – Mindenki másképp csinálja
(1977.)
- Mindenki
(1978.)
- Loksi
(1980.)
- Locomotiv GT X
(1982.)
- Ellenfél nélkül
(1984.)
- 424 – Mozdonyopera
(1997.)
- A fiúk a kocsmába mentek
(2002.)

### Mađarski singlovi
- Boldog vagyok / Ha volna szíved (1971.)
- Érints meg / Kenyéren és vízen (1971)
- Szeress nagyon / Csak egy szóra (1972.)
- Hej, gyere velem / Csavargók angyala (1973.)
- Segíts elaludni / Mindig csak ott várok rád (1973)
- Belépés nemcsak tornacipőben! – Mindenki másképp csinálja / Mozdulnod kell (1978.)
- Annyi mindent nem szerettem / Pokolba már a szép szavakkal / Miénk ez a cirkusz / Veled, csak veled (1979., dvostruki singl)
- Első magyar óriás kislemez (1984., maksi singl)

### Kompilacije
- Aranyalbum 1971–76 (1978.)
- A Locomotiv GT összes kislemeze
- Best of Locomotiv GT
- In memoriam Barta Tamás 1948–1982 emléklemez

### Koncertni albumi
- Locomotiv GT in Warsaw (1975.)
- Kisstadion ’80 (1980., zajedno s Omegom i Beatrice)
- Azalbummm (1983.)
- Búcsúkoncert (1992.)

#### Licencni albumi
- Locomotiv GT (1973, Argentina)
- Locomotiv GT (1973, Čehoslovačka; u stvari materijal s Ringasd el magad)
- Mindig magasabbra (1976, SR Njemačka)
- Mindenki (1979., Čehoslovačka)

### Albumi na engleskom jeziku
- Locomotiv GT – napravljen 1973. od materijala s triju prvih albuma u Londonu, 1974. izdan u Velikoj Britaniji i SAD-u.
- All Aboard – nastavak prethodnoga, u Mađarskoj zabranjen.
- Motor City Rock – napravljen 1975. u Pragu, izvorno izdan bez naslova 1976. 1978. – sada s naslovom – ponovno je izdan i Supraphon ga je izvozio u zemlje istočnog bloka.
- Locomotiv GT – napravljen 1980. bez naslova u Mađarskoj. Izvožen u SR Njemačku i Švedsku.
- Too Long – engleska verzija Locomotiv GT X napravljena 1982. – 1983. u Budimpešti i Londonu. 1983. se pojavila u Londonu, u Mađarskoj se moglo nabaviti licencno izdanje.
- Boxing – ploča iz 1985. napravljena od materijala s Első magyar óriás kislemez i Ellenfél nélkül, ali je zabranjeno njeno izdavanje.
- Locomotiv GT ’74 USA – 1987. pronađene su izvorne snimke s All Aboard, te je njihovim korištenjem napravljena ova ploča.

### Inozemni singlovi
- Touch Me, Love Me, Rock Me / Silver Summer (1971.)
Postojanje nije potvrđeno, Péter Tardos ju spominje u Rocklexikonu. Snimka engleske verzije Érints meg praćene glazbom orkestra nastala je na tokijskom festivalu i kasnije se pojavila i na jednoj kompilaciji, o engleskoj verziji Ezüst nyár ne zna se ništa.
- Serenade / Give Me Your Love (1972., Nizozemska)
Engleska verzija Szerenád i Szeress nagyon.
- Hilf mir einzuschlafen / Ich wart’ auf dich irgendwo (1973., NjDR)
Njemačka verzija Segíts elaludni i Mindig csak ott várok rád.
- Rock Yourself / Serenade (To My Love If I Had One) (1974., SAD)
Promotivni singl prvog albuma izdanog na engleskom jeziku 1974. Na njemu se može čuti i skraćena pjesma Rock Yourself u mono i stereo inačici.
- She's Just 14 / Free Me (1974, SAD)
Drugi promotivni singl engleskog albuma iz 1974. Na njemu se može čuti kraća verzija She's Just 14.
- Ringasd el magad / The World Watchmaker (1973/1974, Poljska)
Snimka uživo pjesme Ringasd el magad, možda s festivala u Sopotu 1973. Druga pjesma je uradak poljskih djelatnika, prevoditelj na mađarski nije poznat.
- Higher and Higher / Lady of the Night
Koncertne snimke, vjerojatno s ploče Locomotiv GT in Warsaw, pojavile su se istovremeno s njom, oko 1975. – 1976. Pjesme (Mindig magasabbra, Álomarcú lány) su izvedene na mađarskom.
- Rock Yourself / Serenada – Blues
Nastao u sličnim okolnostima kao i prethodni. Druga pjesma nije Szerenád, nego Arra mennék én, koju slijedi blues koji nigdje drugdje nije izdan. Rock Yourself je ovdje izveden na engleskom, s uključenih nekoliko stihova iz Mindenki.
- Vengerszkájá esztrádá (1978., SSSR)
Glazbu iz filma "A kenguru" Jánosa Zsombolyaia osim LGT-a izveli su i Omega, Gemini, Skorpió, Fonográf, Bergendy, M7, Zsuzsa Koncz, Magdi Bódy, Kati Kovács i Sarolta Zalatnay. Loksi je nastanku ploče pridonio s engleskom verzijom Álomarcú lány (Lady of the Night), ali naslov pjesme koja se pojavljuje na singlu Kák ti živjoš? je pogreška.
- I’ll Get You / Star (1979.)
Promotivni singl napravljen za MIDEM, s engleskim verzijama Engedj el i Egy elkésett dal. Samo su tekstovi nanovo snimljeni, glazbena podloga preuzeta je s albuma Zene – Mindenki másképp csinálja.
- Tantas cosas que no queria (1980., Španjolska)
Promotivni singl za kompilaciju Todos, na njemu se mogu čuti Annyi mindent nem szerettem i Egy elfelejtett szó.
- Dva Krugozorova singla (1980. i 1981., SSSR)
Krugozor je bio sovjetski magazin za mlade, koji je jednom mjesečno izdavao i prilog sa singlovima. Na 11. stranici u broju 1980/2. može se čuti Rajongás (Vostorg) odnosno A Kicsi, a Nagy, az Arthur és az Indián (Mališ, Velikan, Artur i Indejec), a na 9. stranici u broju 1981/11. Cabolo (Kabolo) i A dal a miénk (Pjesnja naša).
- I Want To Be There / Portoriko (1983., Ujedinjeno Kraljevstvo)
Prvi promotivni singl za Too Long.
- Too Long / Surrender To The Heat (1983, Ujedinjeno Kraljevstvo)
Drugi promotivni singl za Too Long.
- Too Long / Surrender To The Heat (1983, Ujedinjeno Kraljevstvo)
Promotivni maksi-singl Too Long, na kojemu se može čuti dulja verzija Too Long.

## Vanjske poveznice
- Službena stranica